# Marija Alfonsina Danil Ghattas
Marija Alfonsina Danil Ghattas (Jeruzalem, 4. listopada 1843. – Ein Karem, 25. ožujka 1927.), časna sestra iz Palestine i svetica Katoličke Crkve.

## Životopis
Rođena je u Jeruzalemu 4. listopada 1843. u obitelji Palestinaca. Na krštenju je dobila ime Mariam Soultaneh. Godine 1858. stupa u zajednicu sestara sv. Josipa. Na oblačenju habita uzela je redovničko ime Marija Alfonsina.
Promicala je osnivanje bratovštine Bezgrješnog začeća, a kasnije vodi i udrugu Kršćanskih majki. Djevica Marija ukazala joj se prvi put 6. siječnja 1874. Točno godinu dana kasnije imala je i drugo ukazanje. Tada ju je Gospa pozvala na utemeljenje "Kongregacije svete krunice".
Nakon sedam uzastopnih ukazanja Blažene Djevice, Marija Alfonsina odlazi do oca Joussefa Tannousa, koji je zatražio da zapiše svoja mistična iskustva o kongregaciji koju je Djevica Marija tražila osnovati. U srpnju 1880. osnivaju kongegaciju. 7. listopada 1883. ušla je u Kongregaciju sestara svete krunice. 1886., sa svojom sestrom Hanneh, otvora školu za djevojke u Beit-Sahouru. 
U ožujku 1927. njezino se zdravstveno stanje pogoršava. Umrla je 25. ožujka 1927. Proglašena je blaženom 22. studenoga 2009. u bazilici Navještenja u Nazaretu. 17. svibnja 2015., papa Franjo, na Trgu svetog Petra u Rimu proglašava ju svetom.